# تشريع وستمنستر لعام 1931
تشريع وستمنستر لعام 1931 هو قانون صادر عن برلمان المملكة المتحدة، إذ تُعتبر إصدارته المعدّلة قانونًا محليًا في أستراليا وكندا في يومنا هذا. أُلغي هذا التشريع في نيوزيلندا وضمنيًّا في دول الدومينيون السابقة التي لم تعد جزءًا من عالم كومنولث. صدر هذا التشريع في 11 ديسمبر من عام 1931، إذ كان فعّالًا كقانون فوري أو إقراره، إذ أسس الاستقلال التشريعي لدول الدومينيون المتمتّعة بالحكم الذاتي بعيدًا عن المملكة المتحدة، وألزم جميع هذه الدول بالحصول على موافقة بعضهم البعض فيما يخصّ التغييرات في الصكوك الملكية والمعايير الموحّدة للخلافة الملكية. أصبح هذا التشريع تجسيدًا قانونيًا لمبادئ المساواة والولاء المشترك للتاج البريطاني المنصوص عليها في إعلان بلفور لعام 1926. ألغى هذا التشريع سلطة البرلمان التشريعية بأكملها تقريبًا على دول الدومينيون، الأمر الذي أدّى إلى جعل دول الدومينيون دولًا ذات سيادة إلى حد كبير بحكم حقها الشخصي. اعتُبر هذا التشريع بمثابة خطوة حاسمة في عملية تكوين دول الدومينيون بصفتها دولًا منفصلة.

## تطبيقه
أتاح تشريع وستمنستر إنفاذ بعض القرارات السياسية الصادرة عن المؤتمرات الإمبريالية لعامي 1926 و1930، أي إعلان بلفور لعام 1926 على وجه الخصوص. كان الأثر الرئيسي المترتّب على هذا التشريع هو انتزاع السلطة التشريعية للبرلمان البريطاني على دول الدومينيون، إذ تطلّب قسم منه إلغاء قانون شرعية القوانين الاستعمارية لعام 1865 في تطبيقه على دول الدومينيون. عبّر الملك جورج الخامس عن رغبته في استثناء قوانين الخلافة الملكية من أحكام هذا التشريع، لكنّ تبيّن أن هذا الأمر متعارض مع مبادئ المساواة المنصوص عليها في إعلان بلفور. دفعت كلّ من كندا والدولة الإيرلندية الحرّة إلى تعديل قوانين الخلافة الملكية ذاتها وقوانين المادة رقم 2 (2) (السماح لدول الدومينيون بتعديل أو إلغاء قوانين القوة القصوى، مثل قوانين الخلافة الملكية باعتبارها جزء من قانون دول الدومينيون)، التي أُدرجت ضمن تشريع وستمنستر بإلحاح من كندا. لم يعد البرلمان البريطاني قادرًا على إصدار قوانين متعلّقة بدول الدومينيون بعد إقرار هذا التشريع إلا بحصوله على طلب وموافقة من حكومة دولة الدومينيون. قبل ذلك، اعتُبرت دول الدومينيون مستعمرات ذاتية الحكم للمملكة المتحدة من الناحية القانونية. ومع ذلك، تمثّل تأثير هذا التشريع في جعل هذه الدول دولًا ذات سيادة بمجرد اعتماده.

ينصّ التشريع في القسم رقم 4 على:
لن يمتدّ أو يُعتبر أي قانون صادر عن برلمان المملكة المتحدة بعد الشروع في هذا القانون امتدادًا لدولة دومينيون باعتباره قانونًا لدولة الدومينيون هذه، إلا في حال الإقرار صراحةً بطلب دولة الدومينيون هذه والموافقة على سنّه في ذلك القانون.
ينصّ في القسم 2 (1) أيضًا على:
لن يُعتبر أي قانون أو حكم من أحكام أي قانون صادر بعد الشروع في هذا القانون من قبل برلمان دولة الدومينيون
ملغيًا أو باطلًا بحجة أنه متناف مع قانون إنجلترا أو مع أي حكم من أحكام أي قانون برلماني حالي أو مستقبلي في المملكة المتحدة أو أي أمر أو مرسوم أو نظام صادر بموجب أي قانون من هذا القبيل. تشمل صلاحيات برلمان دولة الدومينيون سلطة إلغاء أو تعديل أي قانون أو أمر أو مرسوم أو نظام من هذا القبيل ما دام يُعتبر جزءًا من قانون دولة الدومينيون.
ينطبق هذا التشريع بأكمله على كندا والدولة الإيرلندية الحرّة واتحاد جنوب أفريقيا دون الحاجة إلى أحكام للإقرار؛ وافقت حكومات تلك الدول على تطبيق القانون ضمن إطار سلطتها القانونية. ينصّ البند رقم 10 من التشريع على تطبيق الأقسام من رقم 2 وحتّى رقم 6 في دول الدومينيون الثلاثة الأخرى- أستراليا ونيوزيلندا ونيوفاوندلاند- وذلك بعد إقرار برلمانات هذه الدول تبنّي هذا التشريع.
أُسّست أكثر من عشرة عوالم جديدة للكومنولث منذ عام 1931، إذ تمتلك جميعها صلاحيات المملكة المتحدة وكندا وأستراليا ونيوزيلاندا ذاتها في يومنا هذا -وذلك فيما يتعلّق بمسائل تغيير النظام الملكي-، على الرغم من عدم اعتبار تشريع وستمنستر جزءًا من قوانينهم. أصبحت كلّ من إيرلندا وجنوب إفريقيا جمهوريات، وأصبحت نيوفاوندلاند جزءًا من كندا.

### أستراليا
اعتمدت أستراليا الأقسام من رقم 2 وحتّى رقم 6 فيما يتعلّق بتشريع وستمنستر، واعتمدت أيضًا قانون تبنّي تشريع وستمنستر لعام 1942، وذلك بغرض توضيح صلاحية بعض التشريعات الأسترالية المتعلّقة بالحرب العالمية الثانية. أُرجع تاريخ هذا التبنّي إلى 3 سبتمبر من عام 1939، وهو تاريخ انضمام بريطانيا وأستراليا إلى الحرب.
أوضح تبنّي القسم رقم 2 من التشريع قدرة برلمان الكومنولث على سن تشريعات غير متوافقة مع التشريعات البريطانية، بينما يوضح تبنّي القسم رقم 3 قدرته على التشريع خارج الحدود الإقليمية. أوضح تبنّي القسم رقم 4 عدم قدرة بريطانية على سن تشريعات مؤثّرة على أستراليا ككل إلا بطلب من أستراليا وموافقتها.
ومع ذلك، تسمح المادة رقم 9 من التشريع لبريطانيا بإصدار تشريعات سارية في جميع أو أي من الولايات الأسترالية بشأن المسائل التي لا تدخل في نطاق سلطة الكومنولث ودون أي موافقة منها، وذلك بما لا يتجاوز «الممارسة الدستورية القائمة قبل الشروع» بتطبيق التشريع. ومع ذلك، لم تُستخدم هذه القدرات قط. لم تُستخدم لتنفيذ نتائج استفتاء انفصال غرب أستراليا لعام 1933 على وجه الخصوص، إذ لم توافق الحكومة الأسترالية على الأمر.
أُبطلت السلطة التشريعية البريطانية المطبّقة على أستراليا مع إصدار قانون أستراليا لعام 1986، إذ تقول نسخته البريطانية أنه أُقرّ بطلب وموافقة من البرلمان الأسترالي الذي حصل بدوره على موافقة الولايات الأسترالية.

### كندا
حدّ هذا التشريع من السلطة التشريعية للبرلمان البريطاني على كندا، إذ منح البلاد استقلالًا قانونيًا بصفتها دولةً ذات حكم ذاتي فعليًا، وذلك على الرغم من احتفاظ البرلمان البريطاني بسلطة تعديل دستور كندا بناءً على طلب البرلمان الكندي. بقيت هذه السلطة سارية المفعول حتّى إصدار القانون الدستوري لعام 1982، إذ نقل هذا القانون السلطة إلى كندا كخطوة أخيرة في سبيل تحقيق السيادة الكاملة.
استُبعدت قوانين أمريكا الشمالية البريطانية –العناصر المكتوبة (في عام 1931) في الدستور الكندي- أثناء تطبيق التشريع، وذلك نظرًا للخلافات القائمة بين المقاطعات الكندية والحكومة الفيدرالية حول كيفية تعديل قوانين أمريكا الشمالية البريطانية بطريقة أخرى. سُوّيت هذه الخلافات في الوقت الذي أُصدر فيه قانون كندا لعام 1982، وبالتالي استُكملت إجراءات توطين الدستور الكندي لصالح كندا. وفي ذلك الوقت، ألغى البرلمان الكندي القسمين رقم 4 رقم 7 (1) من تشريع وستمنستر. يستمر تشريع وستمنستر في كونه جزءًا من دستور كندا بموجب المادة رقم 52 (2) (بي.) من القانون الدستوري لعام 1982.
اكتسب البرلمان الكندي القدرة على إلغاء الاستئنافات المقدّمة للجنة القضائية التابعة للمجلس الملكي الخاص، وذلك نظرًا لاعتماد تشريع وستمنستر. أُلغيت الاستئنافات الجنائية في عام 1933، بينما استمرّت الاستئنافات المدنية حتّى عام 1949. لم تعد تغييرات التشريعات البريطانية الناظمة لخلافة العرش مطبّقة بشكل تلقائي على كندا بعد إقرار قانون وستمنستر.